# وحشيات إفريقية
الوحشيات الأفريقية أو الأفريقيات (الاسم العلمي: Afrotheria) هي طبقة من الحيوانات تتبع الصنف الوحشيات من طائفة الثدييات. والوحشيات الأفريقية عبارة عن فرع حيوي صنفت ضمنه الحيوانات التي تكمن مواطنها الرئيسية في قارة أفريقيا وقد أوجد هذا التصنيف العالم ستانهوب سنة 1998 واعتبره طبقة (تصنيف) في التصنيف العلمي.

## التصنيف
- رتبة الخرطوميات
  - فيليات الشكل
    - الأفيال
      - الفيلة
- رتبة الوبريات